# Oruro
Oruro é a 6ª cidade mais populosa da Bolívia. Capital do Departamento de Oruro, na Bolívia. Tem uma população de 297.497 Habitantes (Segundo o Instituto Nacional de Estatística da Bolívia 2024). Entre as departamentos de La Paz e Potosí.

## História
A cidade foi fundada em 1 de novembro de 1606 por Manuel de Castro del Castillo y Padilla, ouvidor da Real Audiência de Charcas, como um centro mineiro de prata na região dos urus. Seu primeiro nome foi Vila de São Felipe de Áustria, em homenagem ao monarca espanhol Filipe III da Espanha.
Foi a única vila espanhola da atual Bolívia que foi desenhada por engenheiros em forma de xadrez, repetindo os novos sistemas urbanos europeus da época (século XVII). A tal efeito, se mandou destruir casarões construídos a finais do século XVI.
No dia de sua fundação, Oruro já contava com 15 000 habitantes, entre mineiros espanhóis, crioulos, negros e indígenas das etnias uru, quíchua e aimará.
A alta e a baixa dos preços da prata, nos séculos seguintes, condicionariam o crescimento ou decrescimento da vila.
Em dez de fevereiro de 1781, na Vila Real de São Felipe de Áustria (Oruro), se deu o primeiro grito libertador da América Latina. A partir da mesma, se desencadearam, em várias metrópoles latino-americanas, rebeliões contra a coroa espanhola que dariam lugar aos gritos de independência das atuais nações da América. Naquela oportunidade, a revolta libertária dirigida por Sebastián Pagador e outros caudilhos emitiu a proclamação: "Amigos paisanos e companheiros: em nenhuma ocasião, poderemos dar melhores provas de nosso amor à pátria, se não nesta. Não estimemos em nada nossas vidas, sacrifiquemo-las gostosos em defesa da liberdade!".
Por uma temporada, a mina de estanho La Salvadora foi a fonte mais importante desse mineral no mundo. Gradualmente, esse recurso também se esgotou e Oruro entrou em outro declive. A cidade se recuperou, no entanto, graças à atração de turistas para seu  carnaval, considerado um dos maiores eventos folclóricos na América do sul devido a suas danças típicas, sendo a diablada uma das mais conhecidas.
No ano 2001, a Organização das Nações Unidas para a Educação, a Ciência e a Cultura declarou o seu carnaval obra mestra do patrimônio oral e intangível da humanidade, reconhecendo, assim, o valor religioso e cultural que expressa esta festividade através da música e a dança.

## Turismo

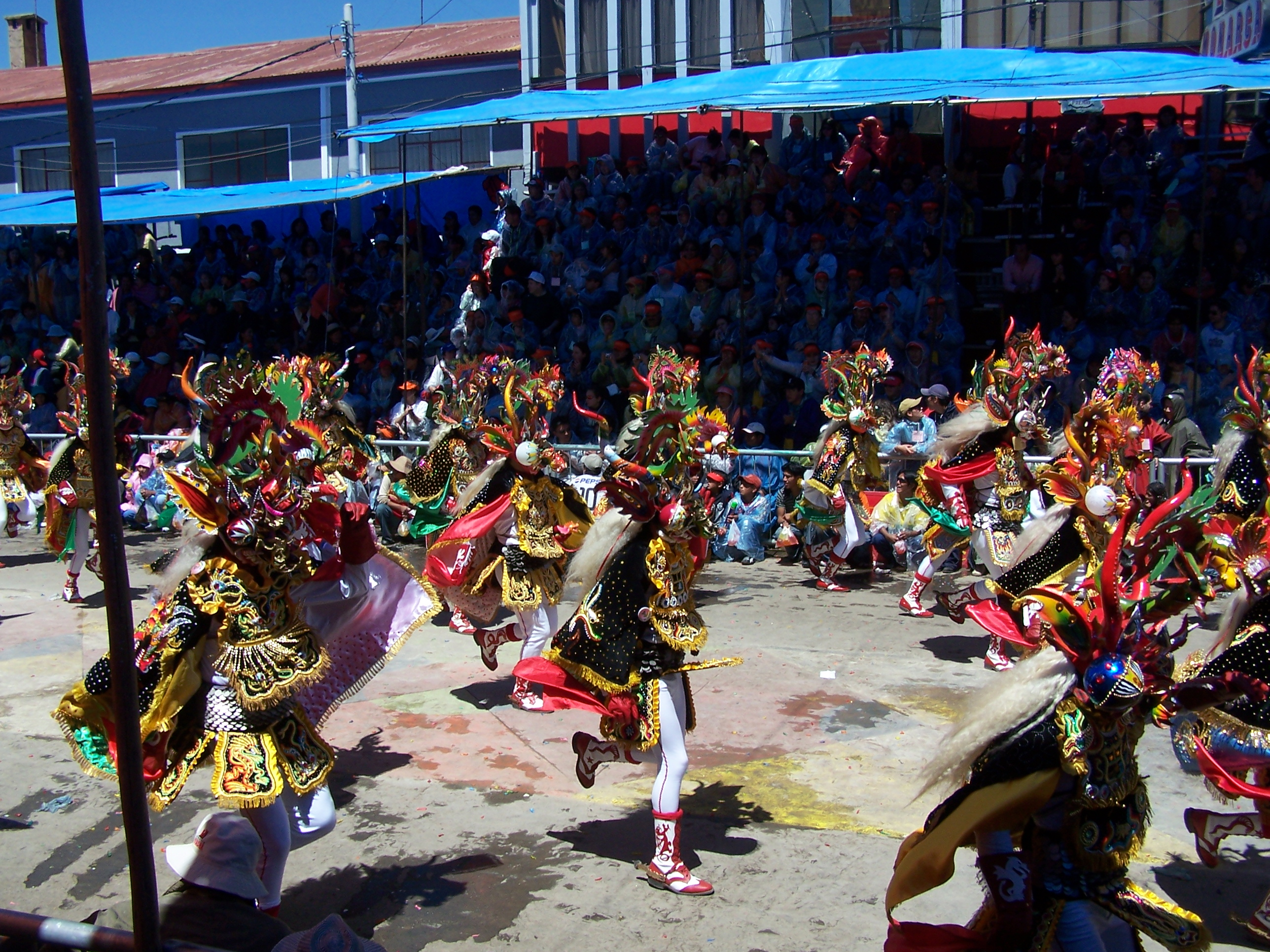
Representação da Diablada no Carnaval de Oruro de 2007

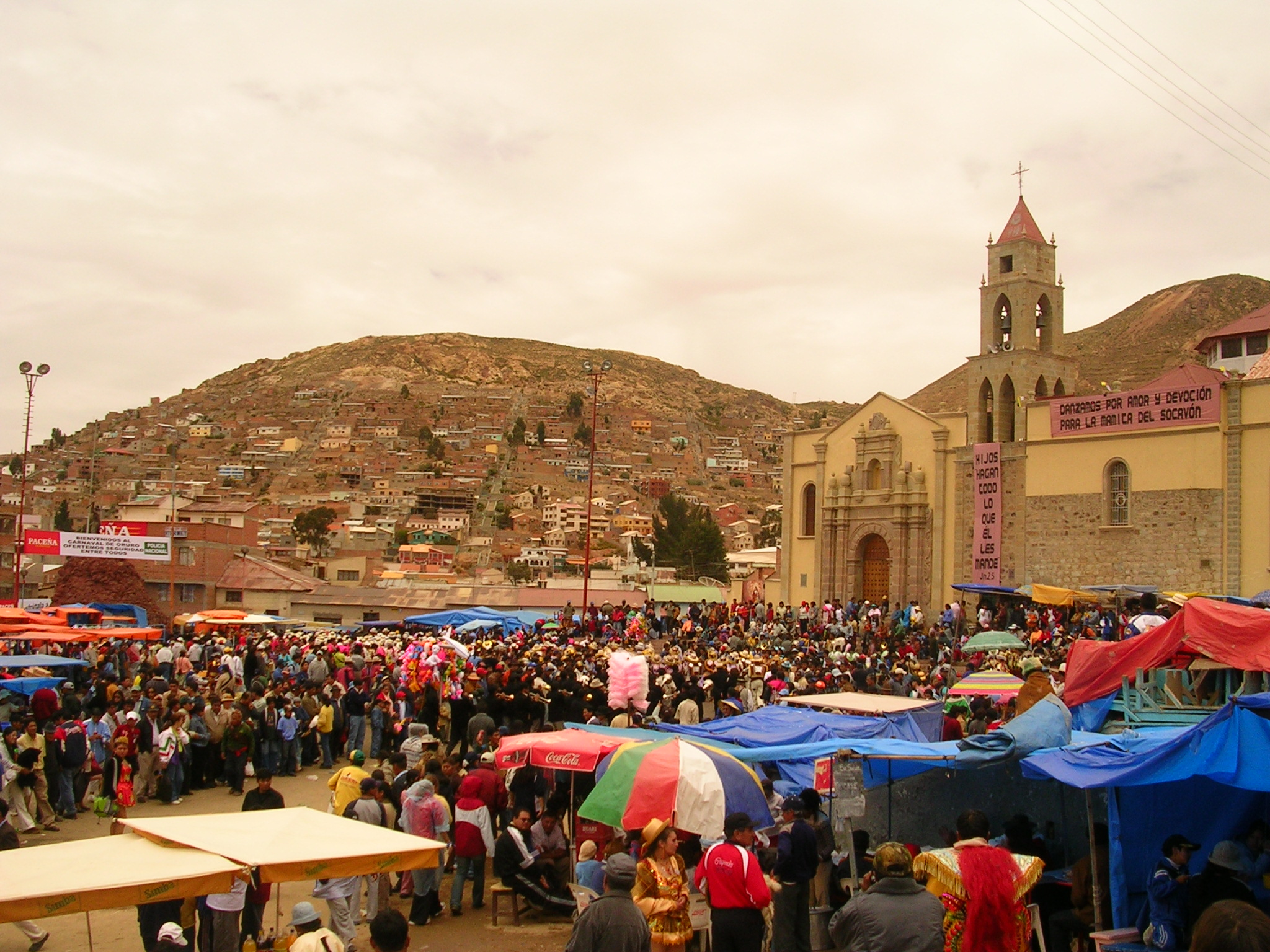
Santuário da Virgem do Socavón nos Carnavais de 2007

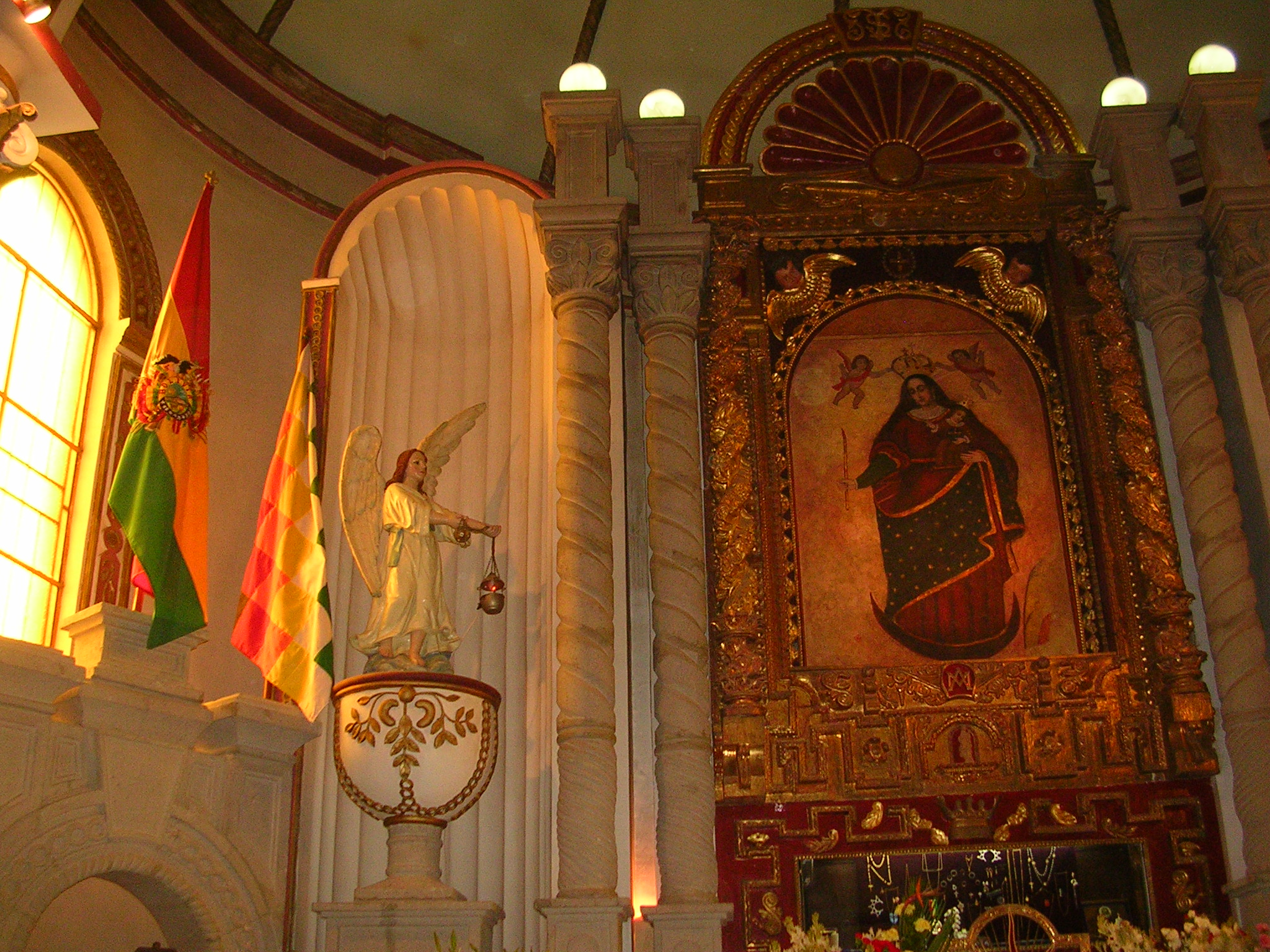
Interior do Santuário da Virgem do Socavón

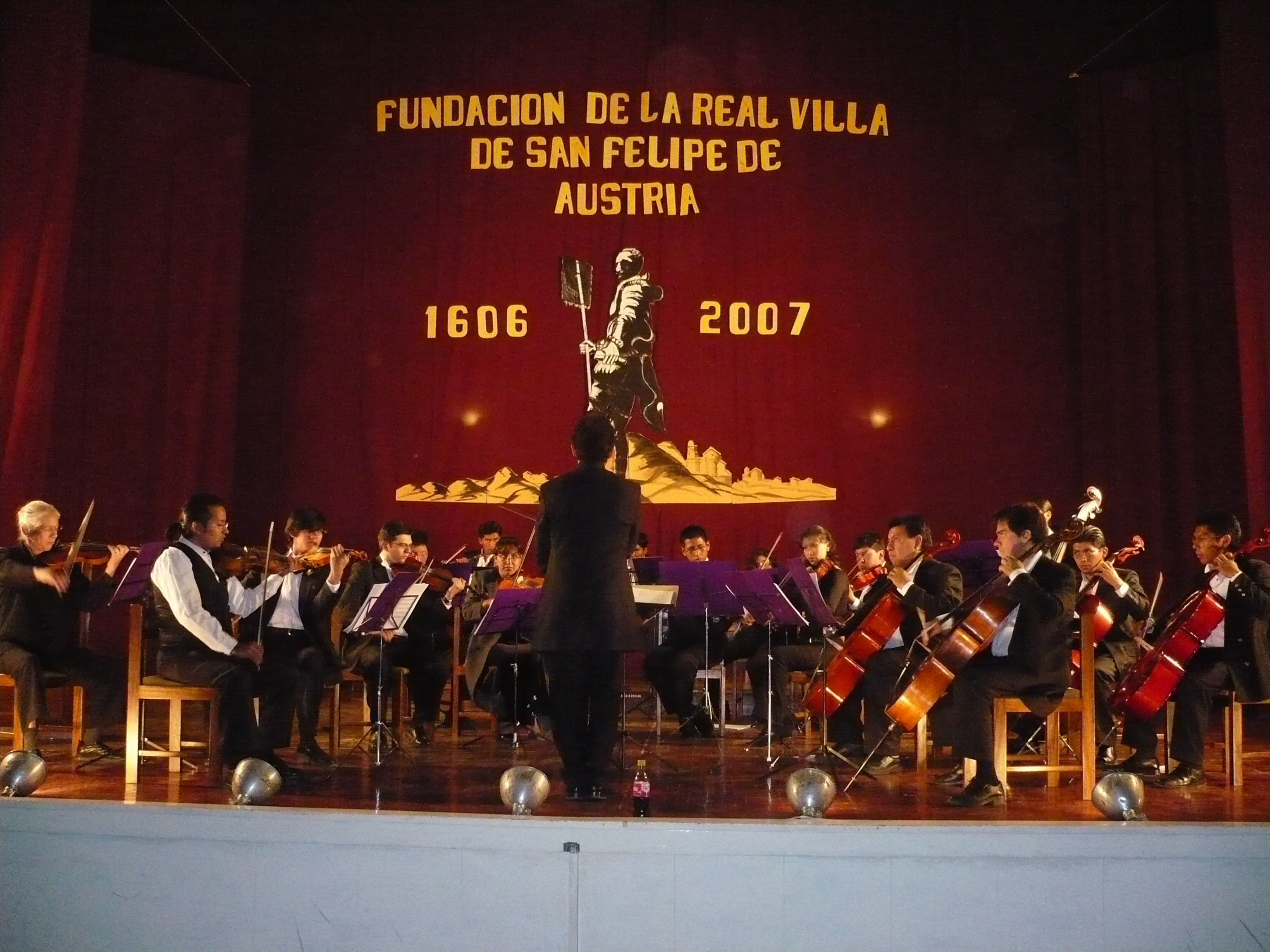
A Orquesta Sinfônica de Oruro, na Casa Municipal de Cultura de Oruro

O Carnaval de Oruro é famoso a nível mundial (declarada Obra Mestra do Patrimônio Oral e Intangível da Humanidade pela Organização das Nações Unidas para a Educação, a Ciência e a Cultura). Já antes do carnaval propriamente se vivem os preparativos do mesmo, com uma série de festas prévias denominadas "convites" e incitações às pessoas ricas para que cooperem com os festejos, trajes, bandas etc.
À margem do carnaval, o Santuário da Virgem do Socavón é um lugar que vale a pena se visitar. Também se pode visitar o Museu Arqueológico, o Museu Mineralógico, a Casa da Cultura e a Rua La Paz, que é onde os bordadores confeccionam as originais vestimentas dos dançarinos que participam do carnaval.

### Balneários
Se lhe interessam os benefícios da natureza para algumas enfermidades, ou tão só lhe interessa de desfrutar de uma forma de relaxar-se, são recomendados os balneários de Capachos e Obrajes, que se encontram a uma distância máxima  23 quilômetros a caminho de Cochabamba (trinta minutos de viagem em automóvel desde o Centro da cidade), onde as águas brotam a 65 °C.

### Estalsa e Urmiri
Abrigam depósitos de estanho aluviais e banhos de águas termais. Encontram-se caminho a Potosí, a 84 quilômetros da cidade.

### Lago Poopo
Encontra-se na localidade Poopó. Seu principal atrativo é a Ilha de Panza, onde se pode praticar a caça e a pesca. Está situado a 65 quilômetros da cidade, caminho a Potosí.

### Paria
Primeira cidade que fundaram os espanhóis na Bolívia. Sua igreja está declarada como monumento nacional. Sua torre e retábulo são famosos. A 23 quilômetros da cidade, caminho a Cochabamba.

### Igreja de Curahuara de Carangas
Próxima à fronteira com o Chile, data de 1608. É coberta com dois artesanatos pintados, os afrescos mais antigos da América do Sul.

### Empresa Nacional de Fundições
O complexo metalúrgico de Vinto é um dos melhores e maiores na América do Sul. Tem uma tecnologia muito sofisticada. Fica a 7 quilômetros no caminho para Potosí.

## Cidades irmãs
- Santa Cruz, Argentina
- San Cristóbal, Venezuela
- Copiapó, Chile
- Salt Lake City, Estados Unidos